# Giuseppe Trautteur
Giuseppe Trautteur (Napoli, 5 dicembre 1936) è un fisico e scrittore italiano noto per il suo contributo ai temi della cibernetica e gli aspetti filosofici del rapporto mente-macchina.

## Biografia
Nato a Napoli, di origini svizzere, durante la seconda guerra mondiale la sua famiglia ripara a Losanna per sfuggire ai bombardamenti alleati che devastavano la città. Consegue la laurea in fisica con una tesi sui gas ionizzati presso l'Università di Roma "La Sapienza" nel 1959 ed è brevemente assunto presso il CNRN (l’attuale ENEA). Continua gli studi in Computer and Communication Science negli Stati Uniti, presso l'Università del Michigan, dove consegue il MS e la Candidacy al dottorato.  Ottiene in seguito la cattedra come professore straordinario nel SSN INF/01 presso la Facoltà di Scienze Matematiche, Fisiche e Naturali dell’Università di Palermo e successivamente presso l’Università Federico II. La sua attività di ricerca è concentrata sugli algoritmi evolutivi, le reti neurali, teoria della calcolabilità, teoria della complessità di calcolo, il confronto tra calcolo analogico e digitale, la modellistica computazionale e gli aspetti computazionali dei sistemi biologici. L’interesse di fondo è centrato sulle basi fisiche ed algoritmiche della coscienza e del libero arbitrio sui quali soggetti pubblica e organizza workshop.

### Consulenza editoriale
Ha affiancato la sua attività accademica a quella di consulente per la casa editrice Adelphi, a partire dagli anni 1970, per la quale ha svolto un'intensa attività e curato gli aspetti scientifici fin dai suoi inizi, curando le traduzioni di libri come Gödel, Escher, Bach: un'eterna ghirlanda brillante di Douglas Hofstadter, Verso un’ecologia della Mente di Gregory Bateson e i libri di Antonio Damasio sulla emozione e sulla coscienza, Il crollo della mente bicamerale e l'origine della coscienza di Julian Jaynes. Trautteur ha proposto a Carlo Rovelli di raccogliere in volume alcuni suoi articoli, in precedenza pubblicati su un quotidiano. Il libro, uscito col titolo Sette brevi lezioni di fisica, è divenuto un best seller. La presenza di Trautteur alla Adelphi ha motivato la casa editrice, già nota per la sua produzione letteraria, a lanciare una collana totalmente dedicata alla scienza: la collana rossa della «Scientifica» di Adelphi.